# آکافلیگ موشن ۳۰
آکافلیگ موشن ۳۰ (به انگلیسی: Akaflieg_München_Mü30_Schlacro) یک هواگرد ملخ‌پیشین تک‌موتوره از نوع آکروباتیک ساخت شرکت Akaflieg München است. هواگرد آکافلیگ موشن ۳۰ نخستین پروازش را در ۲۰۰۰ میلادی انجام داد. در مجموع، تعداد ۱ فروند از این هواگرد ساخته شده‌است.
طراح این هواگرد، Dieter Thomas بود.